# Petty International Raceway
Petty International Raceway est un circuit de course automobile ovale de 1/4 de mile situé à River Glade, Nouveau-Brunswick (Canada), à environ 35 km à l'ouest de Moncton.
La piste a d'abord été en opération d'octobre 1983 à 2000. Complètement remise à neuf, elle a rouvert ses portes le 4 juin 2011. La série Maritime Pro Stock Tour l'a inscrite à son calendrier.

## Vainqueurs des courses Maritime Pro Stock Tour
- 4 juin 2011 Wayne Smith
- 27 août 2011 Kent Vincent
- 2 juin 2012 Jonathan Hicken
- 25 août 2012 Shawn Turple